# Breckinridge County
Breckinridge County is een county in de Amerikaanse staat Kentucky.
De county heeft een landoppervlakte van 1.483 km² en telt 18.648 inwoners (volkstelling 2000). De hoofdplaats is Hardinsburg.

## Bevolkingsontwikkeling

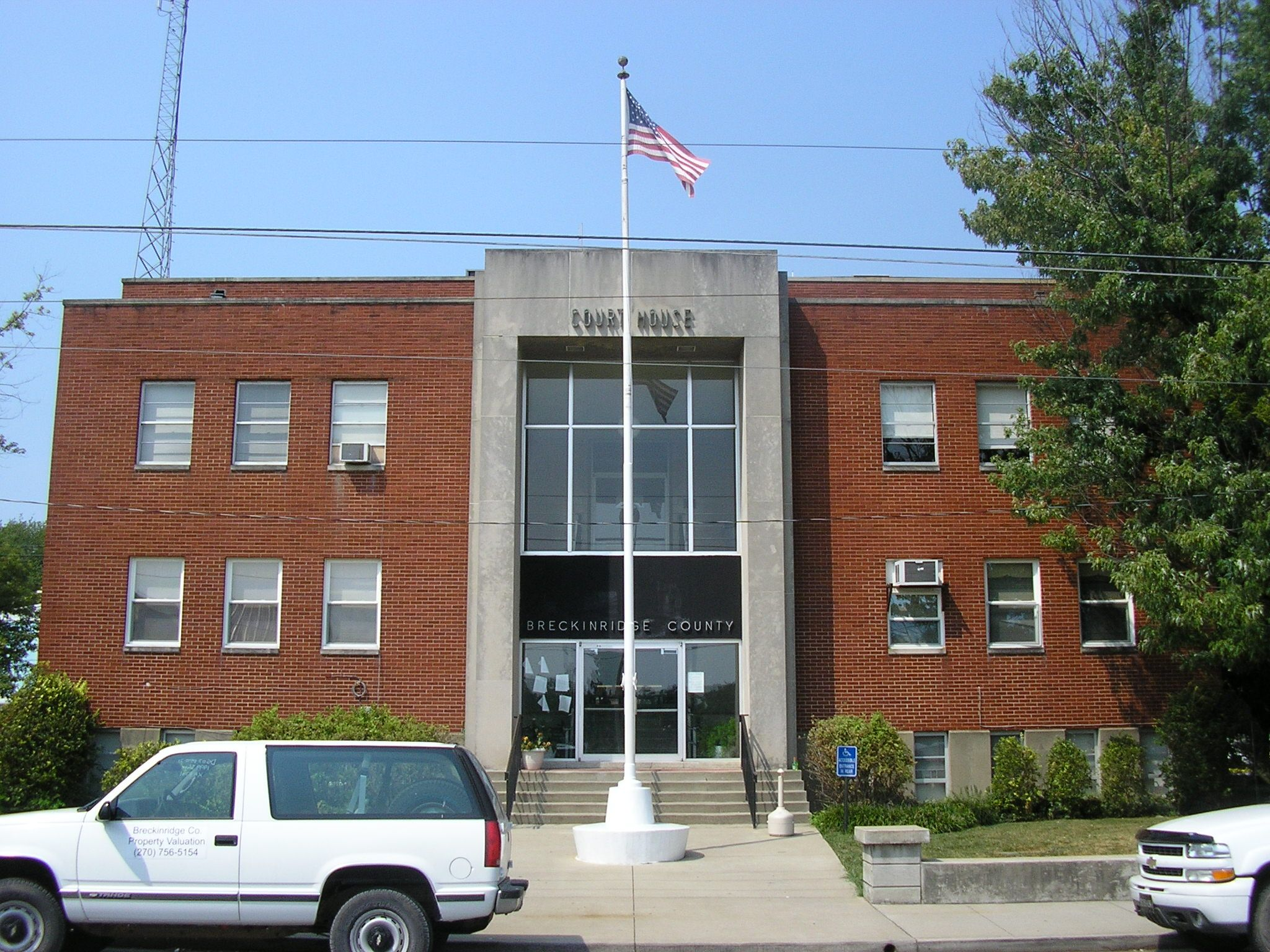
Breckinridge County Courthouse